# Tunbergstjärnen
Tunbergstjärnen är en sjö i Smedjebackens kommun i Dalarna och ingår i Dalälvens huvudavrinningsområde.